# 喬丹·黑丁
喬丹·提摩西·黑丁（1996年1月30日—）為菲律賓裔澳大利亞男子籃球運動員，現效力於菲律賓籃球協會匯眾光纖。

## 早年
黑丁出生於澳大利亞阿德莱德，四歲時因父母傳教來到臺灣，就讀馬禮遜學校，四年級在澳大利亞度過，五年級回到馬禮遜學校就讀直到十年級，之後回到澳大利亞就讀日出基督教學院，大學前往美國就讀加利福尼亞浸會大學。黑丁在大學結識他的妻子勞倫（Lauren），勞倫為排球校隊成員。

## 職業生涯
2019年11月，黑丁與東南亞職業籃球聯賽（ABL）菲律賓火焰簽約。2020年3月，ABL因2019冠状病毒病疫情而無限期停賽。2020年12月，菲律賓火焰老闆表示黑丁將投入菲律賓籃球協會（PBA）選秀。2021年2月，菲律賓籃球協會（SBP）公布黑丁將參加PBA選秀（國家隊）特別輪次。2021年3月，黑丁在特別輪次第一順位被泰拉菲馬選中，在參與PBA賽事之前被租借到國家隊，與SBP簽下兩年國家隊合約。
2021年10月20日，亞洲外籍球員黑丁加盟T1聯盟臺中太陽，中文登錄名為「何喬登」。10月21日，SBP表示已致函FIBA以及中華民國籃球協會，告知SBP與黑丁之間擁有直至2023年3月才到期的合約關係。10月23日，臺中太陽總經理汪蔚傑表示黑丁與臺中太陽簽約前沒有職業隊合約，職業隊會籍也已在臺中太陽，曉得黑丁有國家隊合約，而國家隊合約與職業隊合約不該混為一談。黑丁效力臺中太陽期間，於例行賽場均貢獻19.9分、4.6籃板、2.4助攻、1.2抄截，還有整季命中106記三分球，其中包括了2022年2月20日在對戰台灣啤酒英熊的比賽投進10記三分球，為T1聯盟單場最多三分進球紀錄。
2022年7月，B2聯賽長崎維爾卡與黑丁達成協議，黑丁成為隊史首位亞洲特別配額（Asian special quota）球員。黑丁例行賽共出賽了56場，場均表現為13.4分、3.6助攻、2.8籃板、1.1抄截、0.3阻攻，長崎維爾卡以43勝17敗取得季後賽第四種子，最終長崎維爾卡晉級總冠軍賽取得2022-23賽季升上B1聯賽資格。2024年3月，黑丁加入NBL1球隊西阿得雷德熊貓。11月12日，PBA匯眾光纖透過交易從泰拉菲馬手中取得黑丁的簽約權。11月18日，黑丁與匯眾光纖簽下一份為期兩年的合約。

## 外部連結
- 喬丹·黑丁的Instagram帳戶
- 喬丹·黑丁在fiba.basketball（英语）
- 喬丹·黑丁在fiba3x3.com（英语）
- 喬丹·黑丁在B.LEAGUE官網（日语）
- 喬丹·黑丁在Sports-Reference.com（NCAA）（英语）
- 喬丹·黑丁在Eurobasket.com（球員）（英语）
- 喬丹·黑丁在Proballers（英语）
- 喬丹·黑丁在RealGM（英语）
- 喬丹·黑丁在Flashscore（英语）